# 日本銀行本店

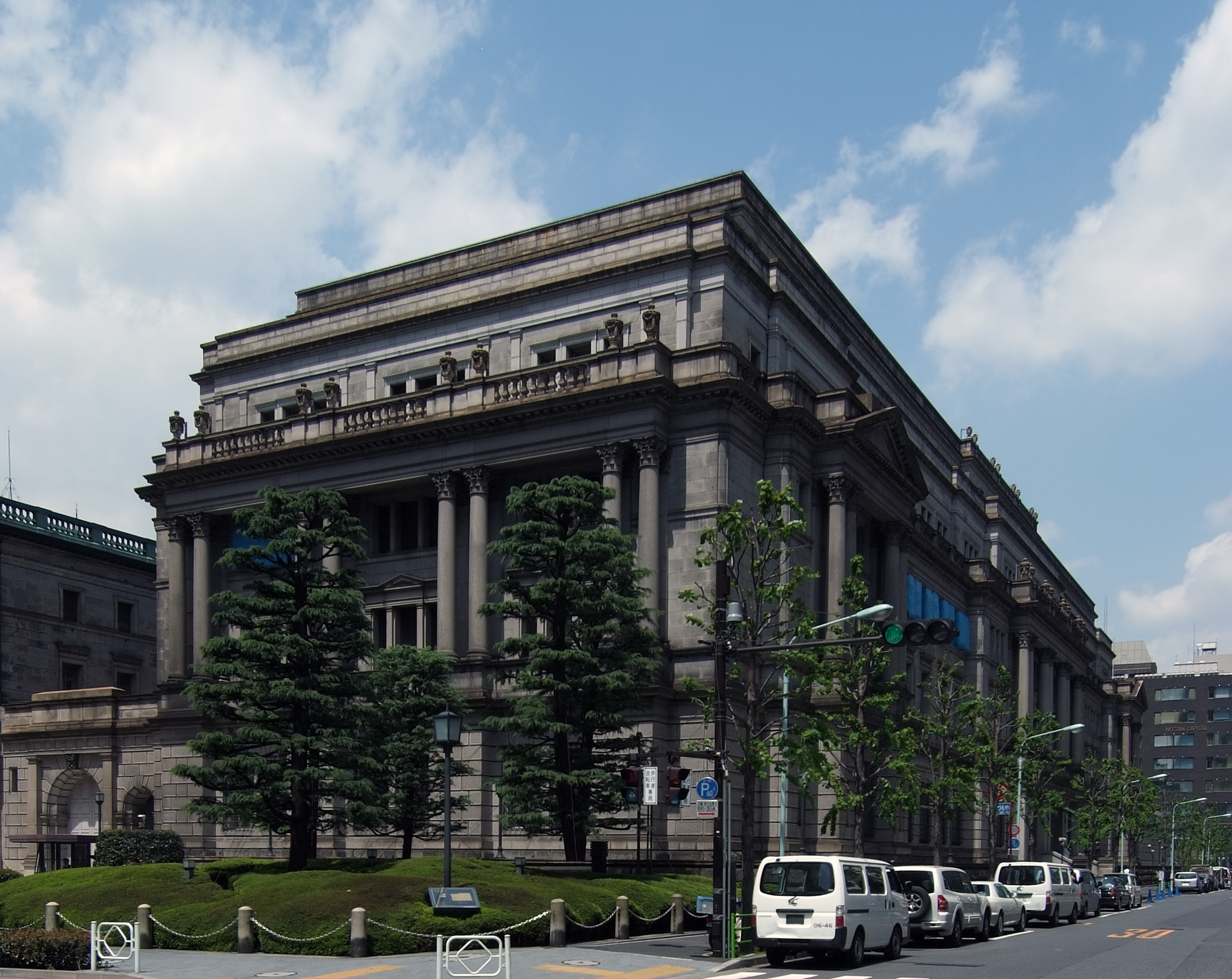
日本銀行本店3号館

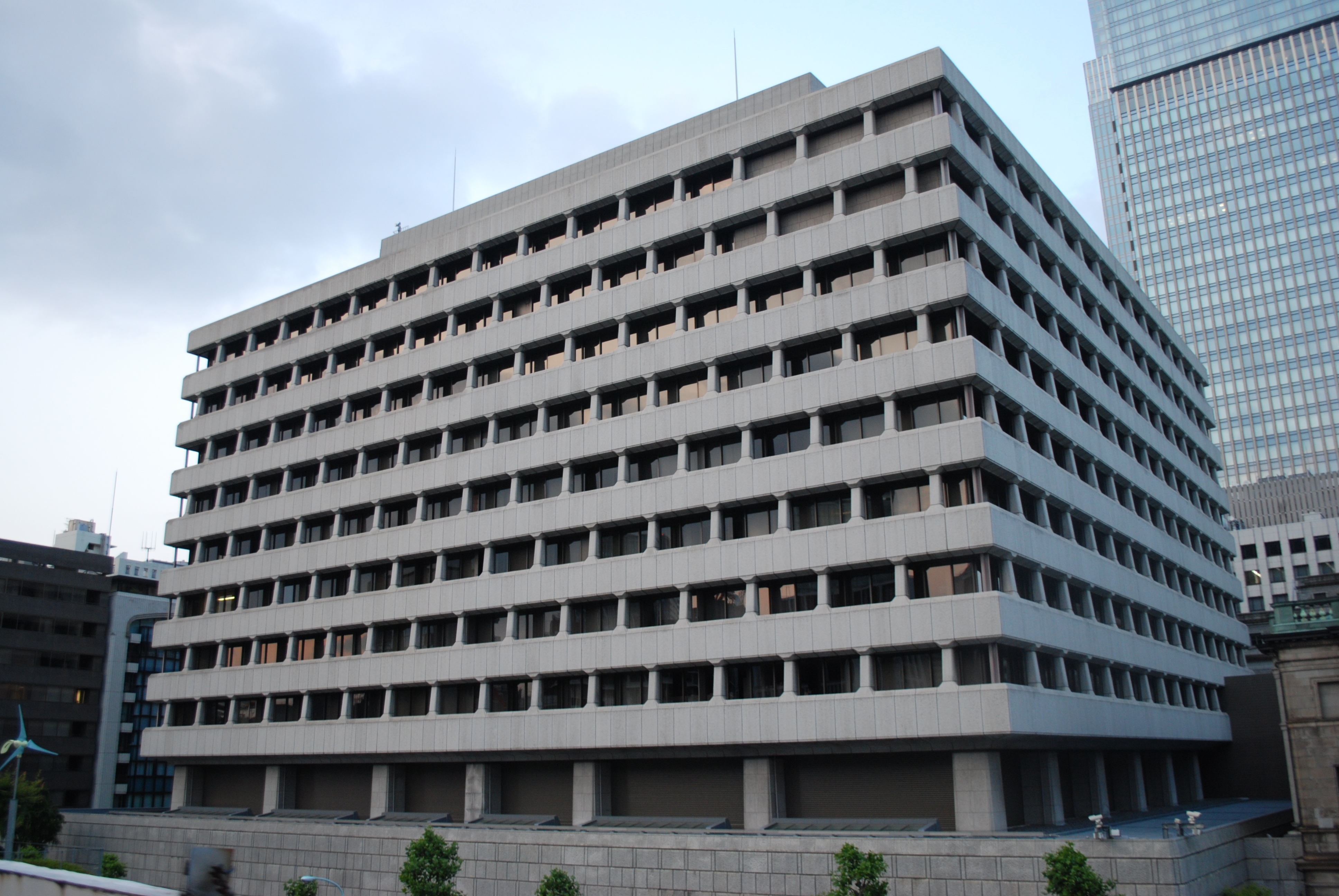
日本銀行本店新館

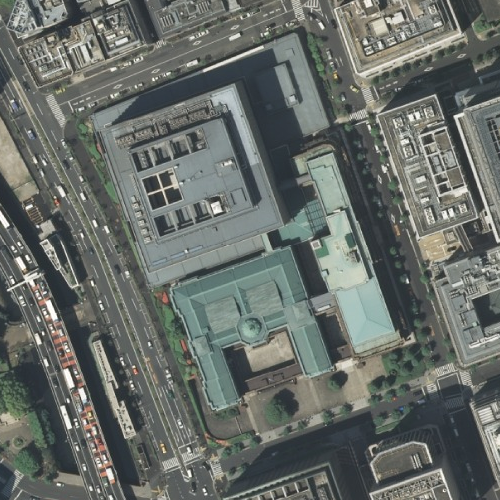
日本銀行本店空撮

日本銀行本店（にっぽんぎんこうほんてん）は、日本の銀行建築。東京都中央区日本橋本石町2丁目1番1号に所在する。東京の建築遺産50選に指定されている。

## 概要
日本銀行本庁舎。元々この地は金貨を鋳造する金座の長を代々務めていた後藤家の屋敷があった。しかし、慶応4年4月17日（1868年5月9日）、金座および銀座は明治新政府に接収されることになり、太政官に設けられた貨幣司の下、十四代目の後藤吉五郎光弘が二分判などの貨幣の製造を取り仕切った。明治2年2月5日（1869年3月17日）には貨幣司も廃止されて金銀座関係者は解任されてしまった。明治4年5月の新貨条例実施もあり、明治5年4月（1872年）、吉五郎光弘は大蔵省より本町の後藤屋敷からの退去を命じられ、建物は解体されることになった。

### 旧館

#### 本館
設計は辰野金吾で、ベルギー国立銀行を参考に1896年（明治29年）2月竣工した。1891年（明治24年）に発生した濃尾地震の教訓から、高橋是清の指示で建物上部を軽量化し耐震性を高めることを決定、2階3階は煉瓦造石貼りに変更された。1896年（明治29年）には貨幣運搬用として水圧式荷物用エレベーター（オーチス製）が設置された。これは日本で2番目（凌雲閣が日本初）、海外製としては初の導入事例である。
1969年12月2日、地下室の取り壊し工事中に出火、館内に煙が充満した。執務室の多くが新館に移動していたため人的被害は無かったが、火災現場近くに工事用ダイナマイトがあったことから、一時全館緊急避難が行われた。1974年2月5日に国の重要文化財に指定されている。
なお、平面プランがちょうど「円」の形に見えることから、日本の通貨である「円」をモチーフにしているのではないかと言われることがあるが、1896年の竣工当時、日本銀行券は旧字体である「圓」の表記を用いており、現在の「円」の表記が用いられるようになったのは戦後のことである。これについては日本銀行側も、円の字型の平面形状は意図したものではない、との見解を示している。

#### 2、3号館
設計は辰野の弟子の長野宇平治。旧北分館を取り壊し、その跡地に建設した。本館のデザインを完全に踏襲した。2号館は1932年10月に着工し、3号館は1938年6月に竣工した。鉄骨鉄筋コンクリート造りとし、冷暖房、自家発電など、当時最先端の設備を揃った。一方、本館北側にあった1号館は新館建設のために、1960年代に取り壊された。
工事中に約70万年前のナウマンゾウ化石を発見した。

### 新館
旧1号館の跡地に建設。設計は松田平田設計。構造は、SRC造。地上10階地下5階。1966年に着工し、1973年3月に竣工した。

### 分館
2階に貨幣博物館、6-7階に日本銀行金融研究所。1982年6月に着工し、1984年9月に竣工した。